# Домашенко Олександр Олександрович
Олекса́ндр Олекса́ндрович Домаше́нко (нар. 28 лютого 1992 — 9 липня 2016) — солдат Збройних сил України, учасник російсько-української війни.

## Життєпис
Народився 1992 року в місті Яготин (Київська область. Від 1999 року навчався в яготинській ЗОШ № 2. 2003 року його батьків позбавили батьківських прав, з 2005 року був вихованцем Яготинського районного дитячого будинку «Віночок», котрий закінчив 2009-го. 2010 року закінчив Державний професійно-технічний навчальний заклад «Переяслав-Хмельницький центр професійно-технічної освіти». 2012 року відслужив строкову службу, 26-та артилерійська бригада.
У червні 2014 року мобілізований, в складі 25-го батальйону обороняв Дебальцеве. Демобілізувався, в липні 2015-го повернувся додому. За кілька місяців підписав контракт на військову службу, знову пішов на фронт; солдат, гранатометник АГС 25-го окремого мотопіхотного батальйону «Київська Русь», 54-та бригада, командир бойової машини-командир відділення.
9 липня 2016-го вранці противник розпочав масований артилерійський обстріл, під прикриттям якого спробував провести атаку поблизу села Троїцьке на позиції ЗСУ. Загинули старший сержант Володимир Новгородський, солдати Руслан Чеботарь та Олександр Домашенко (за іншими даними — біля смт. Луганське); атаку було відбито. Ще один вояк помер від поранень, двоє перебували у тяжкому стані, кілька легкопоранених й контужених.
12 липня 2016 року похований в Яготині.

## Нагороди та вшанування
- указом Президента України № 476/2016 від 27 жовтня 2016 року «за особисту мужність і високий професіоналізм, виявлені у захисті державного суверенітету та територіальної цілісності України, вірність військовій присязі» — нагороджений орденом «За мужність» III ступеня (посмертно)[1]
- медаллю «За жертовність і любов до України» (УПЦ КП) (посмертно)
- нагрудним знаком «Кров за Україну» (посмертно)
- медаллю за участь в боях «Світлодарська дуга» (посмертно).